# محوطه تاریخی شومس
محوطه تاریخی شومس مربوط به سدهٔ ۳ تا ۹ ه.ق است و در شهرستان تربت جام، بخش نصرآباد، دهستان بالا جام، ۱ کیلومتری شرق روستای اسماعیل‌آباد واقع شده و این اثر در تاریخ ۳ خرداد ۱۳۸۶ با شمارهٔ ثبت ۱۹۱۰۲ به‌عنوان یکی از آثار ملی ایران به ثبت رسیده است.